# Copaxa sophronia
Copaxa sophronia är en fjärilsart som beskrevs av William Schaus 1921. Copaxa sophronia ingår i släktet Copaxa och familjen påfågelsspinnare. Inga underarter finns listade i Catalogue of Life.